# Драгомир Ђорђевић
Драгомир Миша Ђорђевић (Земун, 11. март 1953 – Београд, 4. новембар 1999) био је српски песник за децу.

## Биографија
Одрастао је у породичној кући свога деде на Звездари. Основно и средње образовање завршио је у Београду и студирао психологију и филозофију. Није могао да нађе запослење, па је живео зарађујући продајом старих ствари из породичне имовине на бувљаку. Одбили су га чак и на конкурсу за чувара Београдског ЗОО врта.
Написао је око две хиљаде песама и објавио 17 књига поезије за најмлађе.
Редовно је објављивао своје песме, а повремено и приче, у „Политици за децу“, „Змају“ и „Невену“. Бавио се и писањем текстова за стрипове и сонгова за ТВ серије. Многе од 150 његових песама које су компоноване, постале су хитови у извођењу Властимира Стојиљковића Ђузе, хора „Колибри“, Николе Булатовића, Јове Радовановића, Леонтине.
Један је од песника чију поезију и данас деца и млади најчешће интерпретирају на смотрама рецитатора.
Добитник је неколико књижевних награда и признања и заступљен је у многим читанкама и антологијама, између осталог и у Антологији српске поезије за децу Душана Радовића.
Сматра се једним од најзначајнијих, најпопуларнијих и најплоднијих песника своје генерације.

## Награде и признања
- Прва награда на Југословенском фестивалу поезије за децу „Булка“ у Црвенки,
- Неколико награда публике на фестивалу „Булка“ у Црвенки (која сада носи његово име)
- Бројне награде за текст на музичким фестивалима за децу
- Књижевна награда Невен за књигу „Нешто се догађа“, 1994,
- Признање „Змајев штап“ Змајевих дечјих игара у Новом Саду, 1999,
- Награда Политикин Забавник за књигу „Сећа ли се ико“, 1999, постхумно,

## Дела
- Сад ћу вам рећи, Запис, Београд, 1980.
- Стално тече Мисисипи, Запис, Београд, 1981.
- Спортски живот, Нова Југославија, Врање, 1985.
- Заљубљени брод, Вук Караџић, Београд, 1987.
- Поруке из прве руке, Лаковић, Сараорци, 1990.
- Шта нос тражи код мог прста, Јединство, Приштина, 1990.
- Тече река издалека, Завод за уџбенике, Београд/ Детска радост, Скопје, 1990.
- Нема ништа од колача (плус батине), Књиготека, Београд, 1994.
- Нешто се догађа, Луцифер, Београд, 1994.
- Признај да се волимо, Просвета, Ниш, 1994.
- Ја такође, Нолит, Београд, 1995.
- Мезимче живота, Слово, Врбас, 1996.
- Животиње из дивљине“ и Животиње из близине (сликовнице), Златна књига, Београд, 1996.
- Мала школа љубави, БМГ, Београд, 1997.
- Ми имамо машту (изабране песме), Верзал прес, Београд, 1998.
- Сећа ли се ико, Рад, Београд, 1999, 2000.
- Благо граду Београду (приредила Лидија Николић), Пчелица, Чачак, 2015.

## Постхумно приређене књиге
- Весела балада о плачу (разговори Гордане Малетић са Драгомиром Ђорђевићем), Књиготека, Београд, 2000.
- Није лако бити дете (изабране песме, приредила Лидија Николић) Завод за уџбенике, Београд, 2009.